# Oxystegus longifolius
Oxystegus longifolius là một loài Rêu trong họ Pottiaceae. Loài này được (Griff.) Hilp. mô tả khoa học đầu tiên năm 1933.